# 合谷穴

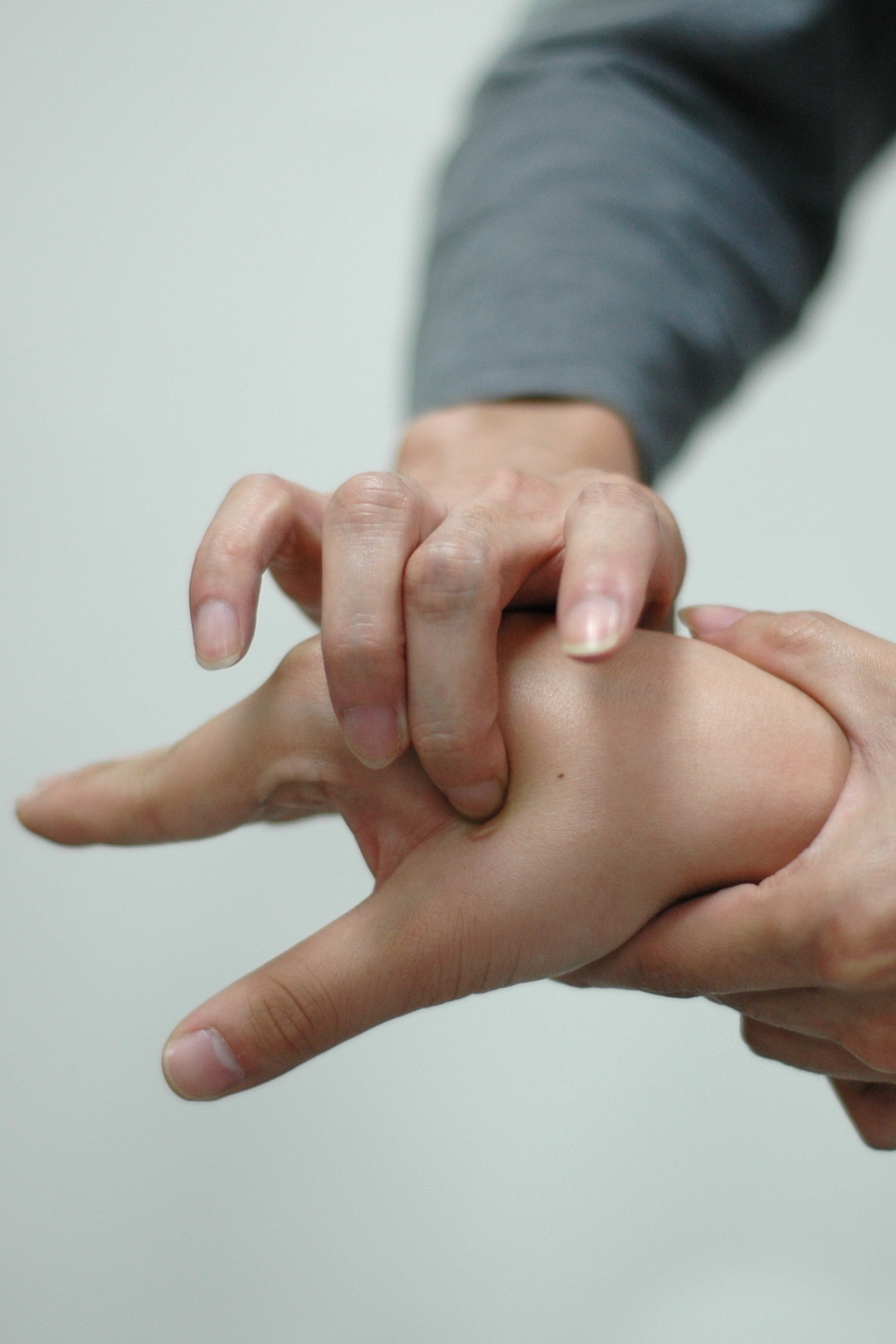
合谷穴（中指が押してある箇所）

合谷穴（ごうこくけつ）は、手の陽明大腸経に所属する4番目の経穴である。同経の原穴である。また、面目の宗穴でもある。

## 部位
左右の第1、第2中手骨の間で第2中手骨よりに取穴する。

## 名前の由来
合は母指と示指が会うを指し、谷は山と山の間をいい、母指と示指を開くと深い谷に見えるので名づけられた。

## 効能
頭痛を抑えるツボと考えられており、鼻血、鼻水に効く。下歯痛、脳血管障害、視力低下、咽頭痛、歯熱痛、橈骨神経麻痺（下垂手）の治療にも使われる。